# Paulina Bren
Paulina Bren rozená Pavlína Břeňová (* 1966 Brno) je americká spisovatelka a historička českého původu. Zabývá se dějinami střední a východní Evropy.

## Životopis
Narodila se jako Pavlína Břeňová v Brně. Po vpádu sovětských vojsk do Československa v roce 1968, rodina v září 1969 emigrovala do Velké Británie. Aby měli záminku odjet, napsala její matka dopis své přítelkyni, básnířce Zdeně Zábranské do Paříže. Ta jej obdržela těsně předtím, než s manželem opustila pařížský byt s úmyslem vrátit se do Prahy. Zdena napsala zvací dopis v němž předstírala, že je Francouzka žijící v Paříži. Dopis zval pouze rodiče, takže matka ještě dopsala ‘et les enfants’ (a děti), aby zahrnula Pavlínu a její sestru. Rodině se tak podařilo v září 1969 vycestovat z Československa a dostat se do Velké Británie, kde otec získal práci jako programátor. Pavlína vyrůstala ve Watfordu u Londýna, kde navštěvovala dívčí gymnázium Watford Grammar School for Girls a Northwood College for Girls. Po deseti letech se rodina odstěhovala do Spojených států.
Pavlína vystudovala střední školu Garden City High School v New Yorku a poté pokračovala studiem na Wesleyan University (B. A.). Na Washingtonské univerzitě studovala  ruská a východoevropská studia (M. A.). Vystudovala ještě moderní evropskou historii na Newyorské univerzitě, kde studovala u Tonyho Judta.
V roce 1987, kráce po dokončení studia na Wesleyan University, navštívila Československo jako turistka.
V současnosti učí na Vassar College, kde je docentkou na katedře multidisciplinárních studií.

## Dílo
V roce 2010 jí vyšla kniha o kultuře za komunismu a Pražském jaru, Zelinář a jeho televize: kultura komunismu po pražském jaru 1968. Byla také spoluautokou knihy Communism Unwrapped: Consumption in Cold War Eastern Europe. Píše také narativní literaturu faktu s důrazem na vyprávění o životě žen. Její kniha The Barbizon: The Hotel That Set Women Free, byla přeložena do španělštiny, italštiny a ruštiny.
- The greengrocer and his TV: the culture of communism after the 1968 Prague Spring. Ithaca 2010. ISBN 978-0-8014-7642-6. (česky: Zelinář a jeho televize: kultura komunismu po pražském jaru 1968. Praha 2013.ISBN 978-80-200-2322-3.)
- (spolu s dalšími autory:) Communism unwrapped: consumption in Cold War Eastern Europe. Oxford 2012. ISBN 978-0-19-982765-7.
- The Barbizon: The Hotel That Set Women Free. Simon & Schuster 2020. ISBN 9781982123895